# کارل شنابل
کارل شنابل (انگلیسی: Karl Schnabl؛ زادهٔ ۸ مارس ۱۹۵۴) اسکی‌باز پرش اهل اتریش بود.